# Anthaxomorphus
Anthaxomorphus es un género de escarabajos de la familia Buprestidae.

## Especies
- Anthaxomorphus aethiopicus Obenberger, 1924
- Anthaxomorphus africanus Obenberger, 1922
- Anthaxomorphus bellamyi Kalashian, 1993
- Anthaxomorphus bourgainvillensis Williams & Weir, 1992
- Anthaxomorphus burgeoni Thery, 1930
- Anthaxomorphus coeruleus Thery, 1930
- Anthaxomorphus collarti Thery, 1930
- Anthaxomorphus coomani Thery, 1943
- Anthaxomorphus corporaali Obenberger, 1924
- Anthaxomorphus cossyphoides Thery, 1947
- Anthaxomorphus femoralis Deyrolle, 1864
- Anthaxomorphus granulosus Deyrolle, 1864
- Anthaxomorphus hargreavesi Thery, 1933
- Anthaxomorphus lacustris Obenberger, 1924
- Anthaxomorphus maindroni Thery, 1943
- Anthaxomorphus oblongus Deyrolle, 1864
- Anthaxomorphus occidentalis Obenberger, 1924
- Anthaxomorphus papuanus Deyrolle, 1864
- Anthaxomorphus paracoeruleus Bellamy, 1987
- Anthaxomorphus paradoxa (Obenberger, 1921)
- Anthaxomorphus philippinensis Fisher, 1921
- Anthaxomorphus queenslandicus Williams & Weir, 1992
- Anthaxomorphus raffrayi Thery, 1930
- Anthaxomorphus roseocupreus Bellamy, 1987
- Anthaxomorphus turneri Thery, 1930